# Empire! Empire! (I Was a Lonely Estate)
Gli Empire! Empire! (I Was a Lonely Estate) sono stati un duo emo statunitense formatosi nel 2006 come progetto solista di Keith Latinen e successivamente completatosi con l'entrata di sua moglie Cathy Latinen nella formazione.
La band, spesso associata alla corrente chiamata "emo-revival", è stata paragonata proprio ai primi artisti emo degli anni novanta come Mineral e American Football.

## Formazione
- Keith Latinen – voce, chitarra, basso, batteria, percussioni, tromba, violoncello
- Cathy Latinen – chitarra, voce secondaria

Turnisti
- Joseph "Gooey" Dane – basso
- Jon Steinhoff – batteria, percussioni, voce secondaria

Ex turnisti
- Ryan Stailey – batteria, percussioni
- Jon Murrell – batteria, percussioni
- Matt Brim – batteria, percussioni
- DJ Degennaro – basso, voce secondaria
- Ahmad Naboulsi – basso
- Rich Ayers – basso
- Danny Miller – basso

## Discografia

### Album in studio
- 2009 – What It Takes to Move Forward
- 2014 – You Will Eventually Be Forgotten

### Raccolte
- 2010 – Early Discography CS
- 2011 – Middle Discography

### Demo
- 2008 – Year of the Rabbit

### EP
- 2007 – When the Sea Became a Giant
- 2009 – Summer Tour EP '09
- 2011 – Home After Three Months Away
- 2011 – On Time Spent Waiting, or Placing the Weight of the World on the Shoulders of Those You Love the Most
- 2011 – SXSW Promo
- 2012 – Bramble Jam II Promo
- 2013 – In Which the Choices We Didn't Make Were Better Than the Ones That We Did

### Split
- 2009 – Empire! Empire! (I Was a Lonely Estate)/Football, Etc.
- 2010 – Empire! Empire! (I Was a Lonely Estate)/Into It. Over It.
- 2011 – Annabel/Empire! Empire! (I Was a Lonely Estate)/Joie De Vivre/The Reptilian
- 2012 – Empire! Empire! (I Was a Lonely Estate)/Mountains for Clouds/Two Knights/Driving on City Sidewalks
- 2012 – Empire! Empire! (I Was a Lonely Estate)/Arrows
- 2012 – Empire! Empire! (I Was a Lonely Estate)/Rika
- 2013 – Empire! Empire! (I Was a Lonely Estate)/Malegoat
- 2013 – Empire! Empire! (I Was a Lonely Estate)/Your Neighbour, the Liar/The Smithsonian
- 2013 – Empire! Empire! (I Was a Lonely Estate)/Dikembe/The Hotel Year/Modern Baseball/Old Gray/Pentimento